# Società italiana di relatività generale e fisica della gravitazione
La Società italiana di relatività generale e fisica della gravitazione (SIGRAV), fondata nel 1990, è un'associazione non-profit che ha lo scopo di riunire membri della comunità scientifica italiana interessati ai vari aspetti della relatività generale e della fisica della gravitazione.
La SIGRAV riunisce pertanto esperti e ricercatori di gravità classica e quantistica, di astrofisica e cosmologia relativistica, e di gravità sperimentale, organizzando con cadenza biennale i congressi nazionali.
Altre sue iniziative di rilievo sono la gestione della Scuola SIGRAV e la Scuola Virgo. In occasione del congresso nazionale conferisce i premi SIGRAV e la medaglia Amaldi.

## Elenco dei presidenti
Il seguente elenco riporta i presidenti onorari ed elettivi, ordinati secondo l'anno di nomina.

### Presidenti onorari
- Tullio Regge

### Presidenti quadriennali
- Mauro Francaviglia, 1992-1996
- Pietro Fré, 1996-2000
- Eugenio Coccia, 2000-2004
- Luca Lusanna, 2004-2008
- Mauro Francaviglia, 2008-2012
- Salvatore Capozziello, 2012-2018
- Fulvio Ricci, 2018-2022
- Stefano Liberati, 2022-

## Ubicazione
La SIGRAV ha sede (legale) in viale F. Crispi, alL'Aquila, presso il Gran Sasso Science Institute (GSSI-INFN).